# International Legal Aid Group
International Legal Aid Group (ILAG) – międzynarodowa sieć specjalistów zajmujących się udzielaniem osobom bezpłatnej pomocy prawnej.
W skład organizacji wchodzą zarówno prawnicy, jak i urzędnicy państwowi oraz badacze i naukowcy z zakresu pomocy prawnej. Misją sieci jest oddziaływanie (w drodze dialogu i dyskusji) na politykę poszczególnych państw w zakresie realizowania i wdrażania nowych rozwiązań w obszarze dostępu do pomocy prawnej osób ubogich. Od 1992 sieć jest organizatorem konferencji, podczas których prezentowane są w trybie dwuletnim narodowe raporty charakteryzujące stan krajowych systemów bezpłatnej pomocy prawnej. Pierwszą taką konferencję zorganizowali w Hadze Vouter Meurs z holenderskiego Ministerstwa Sprawiedliwości i profesor Alan Paterson z Uniwersytetu Strathclyde. Najbliższa planowana jest w Kanadzie w czerwcu 2019. Organizacja udostępnia na swojej stronie internetowej materiały z tych konferencji, jak również opracowania naukowe i wyniki badań.
Od listopada 2008 organizacja publikuje okresowy biuletyn poświęcony wydarzeniom na całym świecie. ILAG kieruje międzynarodową grupą sterującą. Profesor Alan Paterson jest jej przewodniczącym, a Peter van den Biggelaar i Lindsay Montgomery zostali mianowani na wiceprzewodniczących. Eileen Ritchie jest koordynatorką konferencji.